# Peter-Michael Kolbe
Peter-Michael Kolbe (n. 2 august 1953, Hamburg, RFG – d. 8 decembrie 2023, Lübeck, Germania) a fost un canotor ce a reprezentat Germania, medaliat olimpic. A participat la 3 ediții ale Jocurilor Olimpice (1976, 1984, 1988) în care a câștigat 3 medalii de argint.